# التحكم في تحديد مكان المنشأ (إيطاليا)

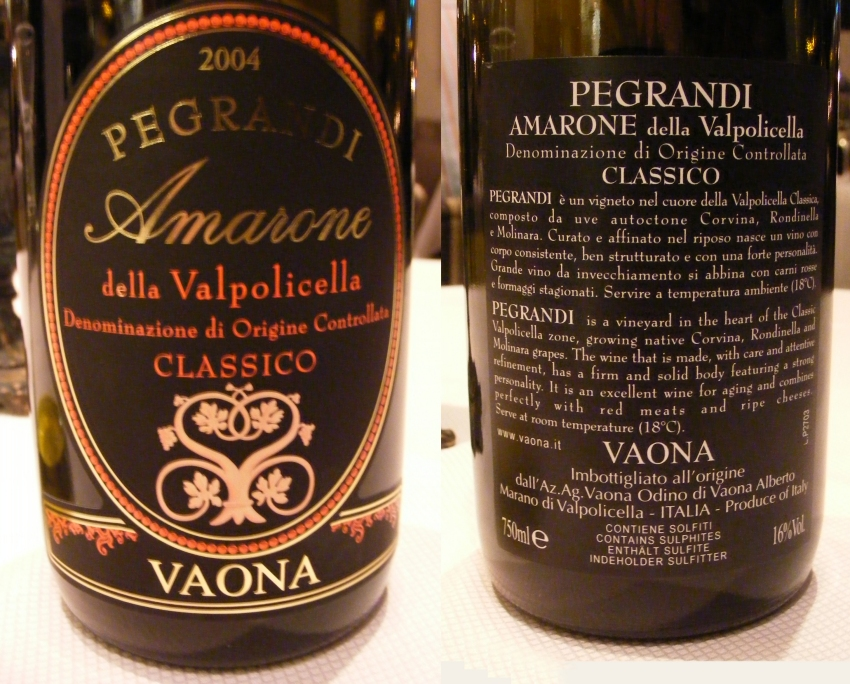
تسميات النبيذ الإيطالي Amarone Della Valpolicella Classico 2004 من مزارع الكروم Pegrandi التي تنتجها Vona. تشير العلامة إلى أن هذا نبيذ فئة DOC من منطقة Classico في Valpolicella.

التحكم في تحديد مكان المنشأ (دى اوه سي وتنطق: دينومينات تسجو نى دى أو رى دزينى كونترول لاتا) هي علامة ضمان الجودة للخمور الإيطالية. تم تصميم هذا النظام على أساس التسمية الفرنسية (Appellation d'origine controlée : AOC). قدمت الحكومة الإيطالية النظام في عام 1963 وتمت صياغته في عام 1992 للامتثال لقانون الاتحاد الأوروبي بشأن التسميات الجغرافية المحمية الأصلية التي دخلت حيز التنفيذ في ذلك العام.

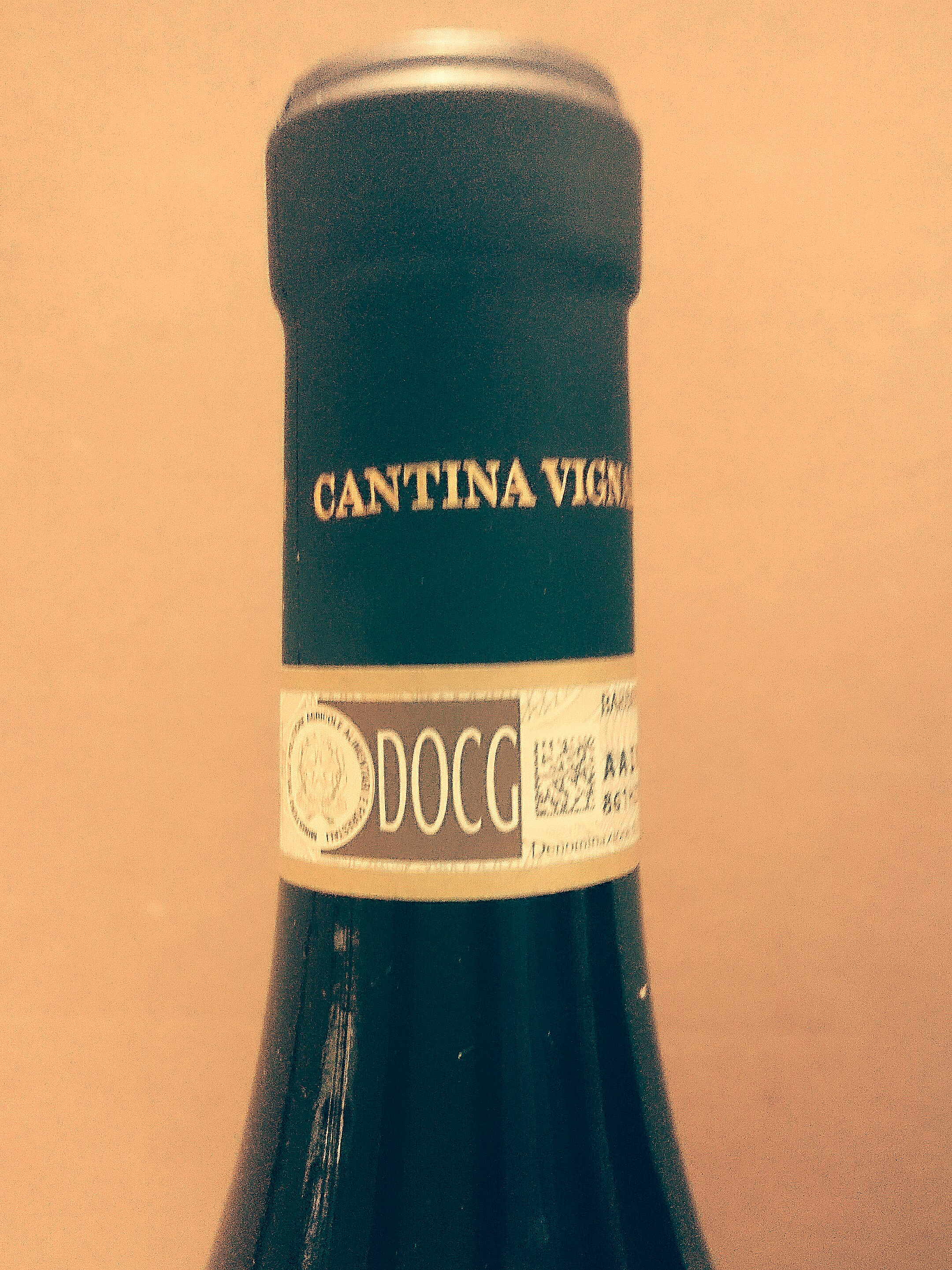
ختم DOCG على زجاجة من Chianti Classico Riserva 1995.

## الوصف
هناك ثلاثة مستويات للتسمية تبعًا لهذا النظام:
DO - Denominazione di Origine دينومينازيونى دى أوريجين (تسمية المنشأ، نادرًا ما تستخدم) ، DOC - Denominazione di Origine Controllata دينومينازيونى دى أوريجين كونترولاتا (التحكم في تحديد مكان المنشأ) ، و DOCG — Denominazione di Origine Controllata e Garantita - دينومينازيونى أوريجين كونترولاتا اى جارانتيتا (تحديد المنشأ المضمونة والمضبوطة). كل المستويات تتطلب أن يتم إنتاج منتج غذائي داخل المنطقة المحددة باستخدام طرق محددة وأن تستوفي معيار جودة محدد.
ظهرت الحاجة إلى تحديد DOCG عندما كان تعيين DOC ، في نظر العديد من الصناعات الغذائية الإيطالية، يعطى بشكل تحرري أكثر من اللازم لمنتجات مختلفة. ثم تم إنشاء تعريف جديد أكثر تقييدًا مماثلاً للعلامة السابقة حتى يتمكن المشترون من التعرف عليه، ولكن يختلف نوعيًا.

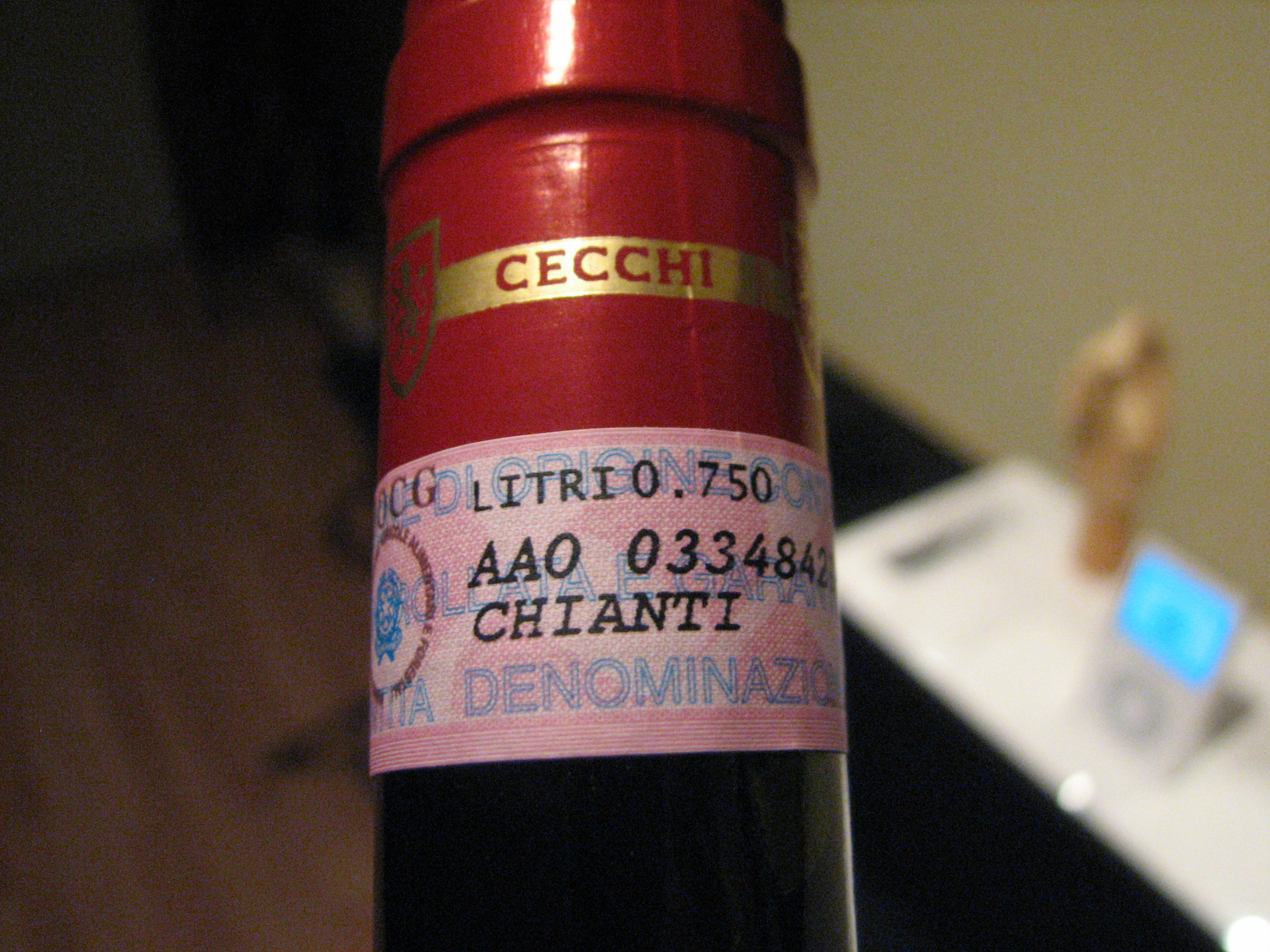
شريط ورقي يشير إلى DOCG على زجاجة 2012 Barbera d'Asti

### الخمور
الفرق الملحوظ في الخمور هو أن الخمور الموسومة ب DOCG يتم تحليلها وتذوقها من قبل الموظفين المرخصين من قبل الحكومة قبل تعبئتها. لمنع التلاعب في وقت لاحق، ويتم ختم زجاجات النبيذ DOCG بعد ذلك بخاتم حكومي مرقم عبر الغطاء أو الفلين.
بالإضافة إلى ذلك، ينظم التشريع الإيطالي استخدام المصطلحات التالية للتأهيل للخمور:
كلاسيكو (الكلاسيكية): محفوظة للخمور المنتجة في المنطقة حيث تم إنتاج نوع معين من النبيذ «تقليديًا». بالنسبة إلى Chianti Classico (نبيذ اقليم تشانتي)، فإن الزجاجات التي تصنع في هذه «المنطقة التقليدية» تم تحديدها بموجب مرسوم من 10 يوليو 1932، و Riserva (احتياطي، والذي يمكن استخدامه فقط للخمور التي مضى عليها عامين على الأقل لفترة أطول من المعتاد لنوع معين من النبيذ. لا يجوز بيع الخمور المسمى DOC أو DOCG إلا في زجاجات تحمل 5 لترات أو أقل.
بالنسبة للنبيذ الذي يتم إنتاجه في بولزانو، حيث اللغة الألمانية هي لغة رسمية، يمكن كتابة DOC بدلاً من اسم (Kontrollierte Ursprungsbezeichnung) ويمكن كتابة DOCG بدلًا من (Kontrollierte und garantierte Ursprungsbezeichnung).